# Approximant
För den matematiska betydelsen se approximation.
Approximanter är en typ av språkljud som kan betraktas som ett mellanting mellan vokaler och typiska konsonanter. De bildas genom en förträngning som är mer sluten än för de mest slutna vokalerna men öppnare än för frikativorna. Förträngingen är inte så sluten att ett frikativt brus uppstår, men så sluten att approximanten inte är lika klangfull som en vokal. Approximanterna är normalt tonande.
Approximantisering är när en frikativa eller klusil underartikuleras och tar formen av en approximant. I ledigt tal kan frikativor, oftast de tonande, realiseras som approximanter. Approximanter kan också realiseras som frikativor. Ett exempel är svenskans /j/- och /v/-fonem som kan realiseras både som approximanter och frikativor.

## Kategorier

### Rotiska approximanter
Rotiska ljud är ett samlingsnamn för r-ljuden. De kan dyka upp i många skepnader, men den approximantiska realiseringen av dessa ljud kan vara den vanligaste i världens språk. Variationen i artikulationssätt beroende på faktorer som dialekt, grad av betoning och fonetisk kontext är mycket påtaglig. I IPA-alfabetet skrivs en rotisk approximant med det fonetiska tecknet [ɹ].

### Laterala approximanter
Laterala approximanter är samlingsnamnet på foner som produceras med tungan tryckt mot gommen så att luft fritt kan strömma om sidorna av tungan. De är oftast tonande, men förekommer som tonlöst l i bland annat jämtska och isländska.

### Likvidor
Likvidor är en kategori som överlappar de laterala och rotiska ljuden. Termen kan antingen syfta på alla r- och l-ljud, eller bara på de av dessa ljud som har ungefär samma sonoritetsgrad och låter lika. I vissa sydostasiatiska språk står dessa ljud i komplementär distribution (rotiskt ljud i början av stavelse, lateralt ljud i slutet); flera västafrikanska språk har en fri variation mellan r- och l-ljud.

### Halvvokaler
Halvvokaler är icke-stavelsebildande vokaler. De artikuleras som vokaler och är akustiskt sett vokaler, men i likhet med konsonanter används de inte som stavelsekärna. De språkljud man vanligen åsyftar med halvvokal är de approximanter som liknar vokaler. Dessa produceras med en förträngning i ansatsröret som precis inte är så trång att det bildas ett turbulent brusljud (en frikativa), och motsvarar olika slutna vokaler. Exempel på sådana approximanter är [j] som motsvarar vokalen [i] och [w] som motsvarar [u]. Begreppet halvvokaler omfattar dock alla vokaler som används icke-syllabiskt och kan i vissa definitioner utesluta approximanter eftersom sådana inte nödvändigtvis ingår i en diftong.

## Approximanter i svenskan
Svenskans /j/- och /v/-fonem kan realiseras både som approximanter och frikativor.
I svenskan används en lateral approximant:
- alveolar: [l].

I rikssvenskan och de flesta svenska dialekter med tungspets-r (finlandssvenskan undantagen) tillkommer en retroflex lateral approximant:
- retroflex: [ɭ].